# Abdij van Saint-Denis-en-Broqueroie

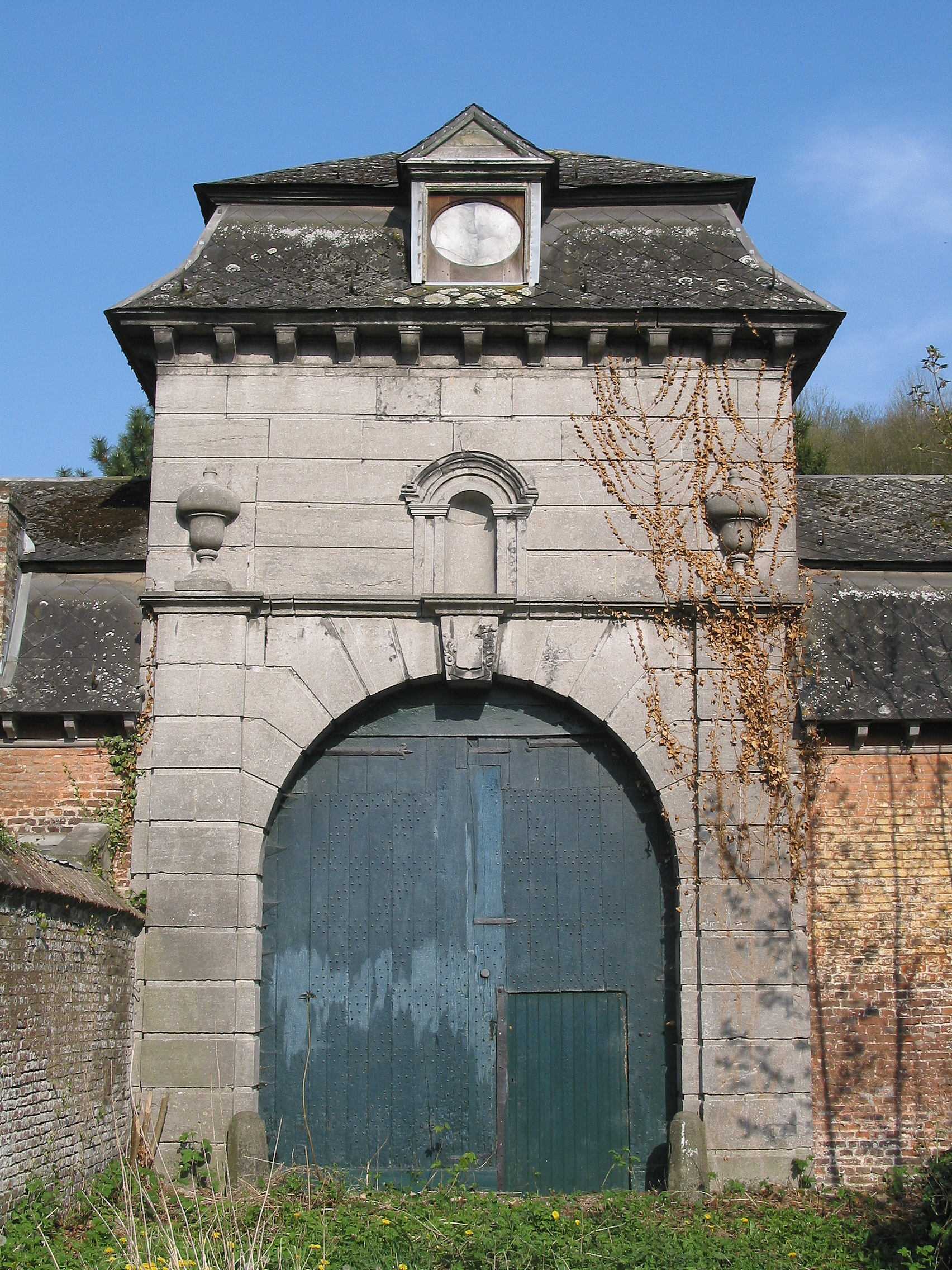
Toegangspoort

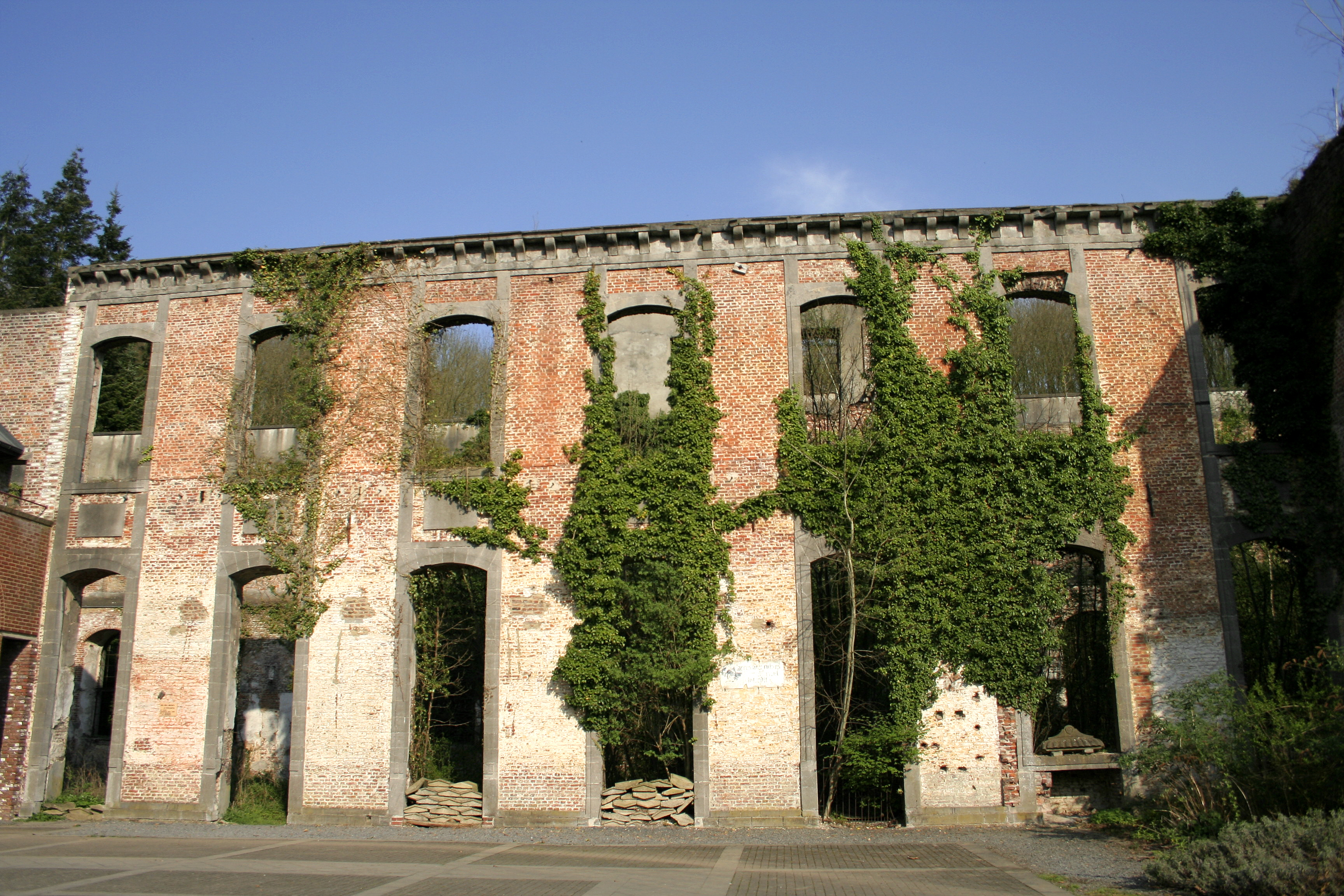
Ruïne van de slaapzaal

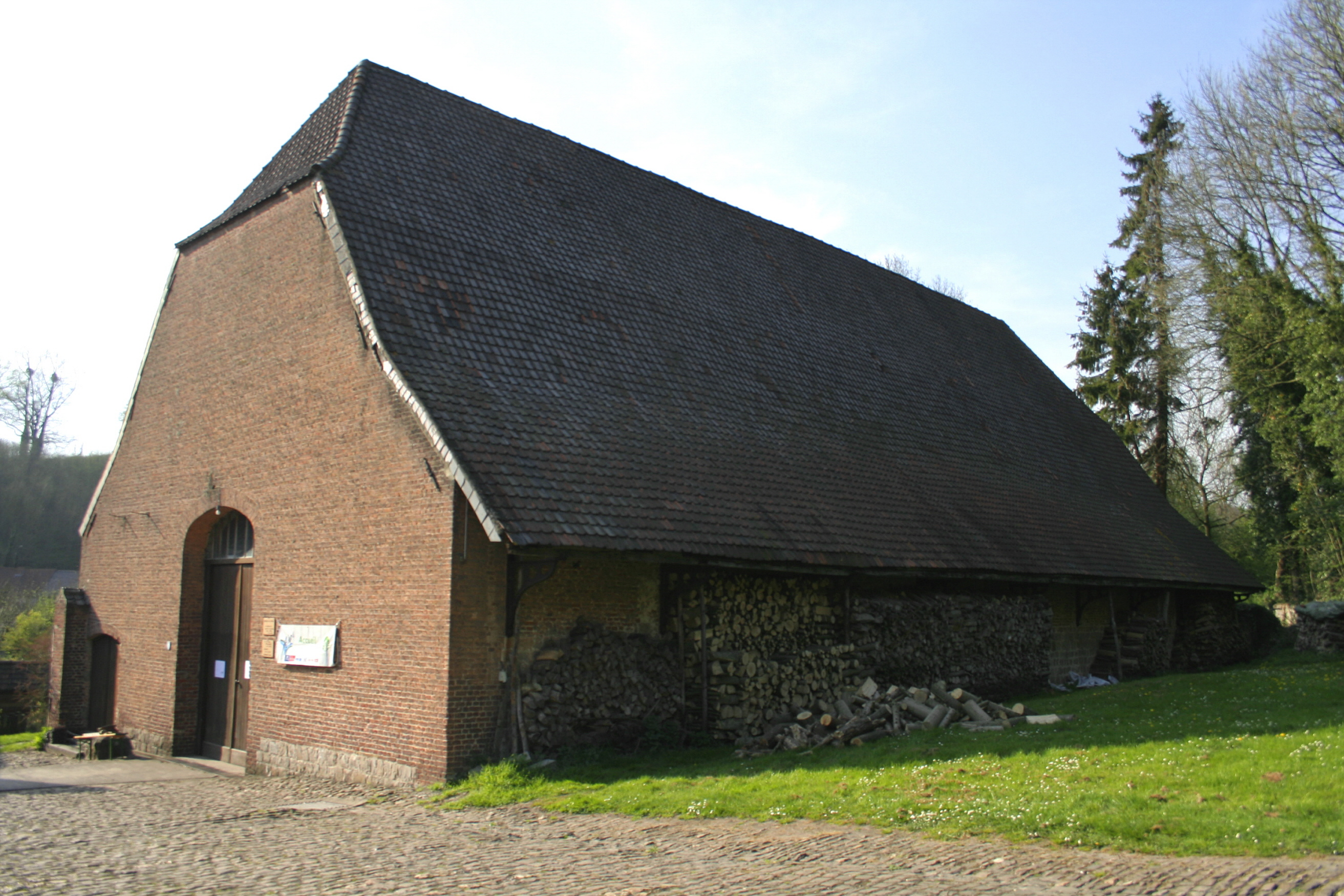
Tiendschuur

De Abdij van Saint-Denis-en-Broqueroie was een benedictijner abdij in Bergen, in de deelgemeente Saint-Denis. De abdij bestond tussen 1081 en 1796. De meeste abdijgebouwen werden in de Franse tijd afgebroken.

## Geschiedenis
De Abdij van Lobbes was al in de 9e eeuw eigenaar van de gronden in de plaats Broqueroie, op de grens tussen de pagi Brabant en Henegouw. De abdij werd gesticht rond 1081 door Richilde van Henegouwen en haar zoon graaf Boudewijn II. Ze nodigden benedictijner monniken van de Franse Abdij Sainte-Marie de la Sauve-Majeure nabij Bordeaux uit om zich te vestigen in Broqueroie. De abdij kreeg talrijke schenkingen van de graven van Henegouwen. 
In 1128 woedde er een brand in de abdij waarna deze moest worden heropgebouwd. In 1227 openden de monniken een ziekenhuis voor armlastige zieken. In 1572 werd de abdij geplunderd door hugenoten vanuit Bergen. In 1628 was de abdij heropgebouwd met nieuwe gebouwen. In 1778 brak brand uit in het abtenkwartier. In 1792 liep de abdij schade op naar aanleiding van de Slag bij Jemappes. 
In 1796 werden de monniken door de Fransen verjaagd uit de abdij en twee jaar later werden de abdijgebouwen openbaar verkocht. Koper was Constant Fidèle Duval, de latere burgemeester van Bergen, die de abdijkerk liet afbreken voor bouwmaterialen. Een kostbaar middeleeuws retabel uit de abdijkerk verhuisde hij naar de kapel van het kasteel van Beaulieu in Havré. Het gebeeldhouwde retabel uit kalksteen is polychroom beschilderd en werd gemaakt door een Henegouwse meester tussen 1450 en 1460. De abdijgebouwen kwamen in handen van de Franse industrieel Tyberghien die er vanaf 1803 een manufactuur voor katoen in onderbracht. Deze sloot in 1957. In 1978 werden de resterende gebouwen aangekocht door een coöperatieve en werden ze gerestaureerd.

## Gebouwen
Van de abdij resten de tiendschuur (1683), de puntgevel van de bibliotheek (1616, gebouwd onder abt Henri de Buzegnies), de gevel van de slaapzaal en de monumentale toegangspoort. Op enkele honderden meters hiervandaan, op de loop van de Obrœcheuil, staat de watermolen van de abdij met bouwdelen uit 1711 en 1777. De barrage die ook dienst doet als brug werd gebouwd in de 17e eeuw. Ook de visvijvers van de abdij, gevoed door de Obrœcheuil, bestaan nog.
De abdijgebouwen werden beschermd als monument in 1980.